# Купол Фарсида
Купол Фарсида (лат. и англ. Tharsis Tholus) — потухший щитовидный вулкан на Марсе, расположенный в области Фарсида. Координаты центра — 13°15′ с. ш. 90°41′ з. д. / 13,25° с. ш. 90,69° з. д. Вулкан был обнаружен на снимках космического аппарата «Маринер-9» в 1972 году. Диаметр структуры составляет 149,3 км, а высота свыше 9 км.

## География и геология
Ударные кратеры, покрывающие вулканический марсианский рельеф, показывают, что вулкан не был активным уже очень долгое время. По некоторым оценкам, он образовался в нойской эре (около 3,71 млрд лет назад), хотя точно установить его возраст трудно.
Купол Фарсида лежит на восточной окраине провинции Фарсида, в точке с координатами 13°15′ с. ш. 90°41′ з. д. / 13,25° с. ш. 90,69° з. д.. Примерно в 800 км к северо-востоку от Горы Аскрийская — самой северной горы из группы вулканов Фарсида. Лава, извергавшаяся из вулканов на провинции Фарсида, со временем образовала широкую вулканическую равнину у подножия купола Фарсида. Размеры купола Фарсида — 155 × 125 км. Структура имеет выпуклую форму, и является уникальной среди других вулканов в данной области, так как подвергалась воздействию провалов. Большие провалы пересекают и полностью проникают в вулкан, деля его на несколько основных блоков. Вулкан имеет удлиненную центральную кальдеру, размером 36,7 × 38,9 км и глубиной 3 км.
В профиле, купол Фарсида является куполообразной структурой. Рядом с вершиной, склоны имеют наклон менее 1°, а у основания - 16°. Средний уклон составляет 10°, что делает его одним из самых крутых вулканов на Марсе. Вулкан имеет высоту около 9 км. Основание вулкана погребено под молодыми (амазонийская эра) лавовыми потоками, предположительно, извергавшимися из вулканов группы Фарсида, поэтому истинные размеры структуры не могут быть точно установлены. По оценкам, толщина лавового фундамента колеблется от 0,5 до 3,5 км.
Бо́льшая часть поверхности вулкана покрыта толстым и рыхлым слоем из мелкой пыли или золы, что придаёт склонам вулкана гладкий или же слегка бугристый внешний вид. Материал мантии полностью скрывает фундамент за исключением некоторых районов с крутыми склонами, такие места наблюдаются вдоль верхней части кальдеры. Оползни наблюдаются на дне кальдеры, а также на западном и юго-восточном склоне кальдеры.
Вулкан имеет относительно крутые склоны; куполообразная форма структуры привела некоторых исследователей к выводу, что вулкан сформировался из вязкой, кремниевой или пирокластовой лавы, а не из базальтовой лавы. Однако более поздние исследования, основанные на данных таких орбитальных аппаратов, как «Марс Одиссей», «Марс Экспресс» и «MRO» показывают, что купол Фарсида, вероятно, является базальтовым щитом или щитом, с некоторыми задатками стратовулкана. Данные спектрометра CRISM (установленного на борту MRO) показывают, что застывшая лава у уступа кальдеры состоит из высокой и низкой концентрации кальция (пироксены). Такой менирал, как оливин, в изобилии присутствует на западном склоне вулкана, но скорее всего, только в виде пыли. На вулкане не было обнаружено никаких глинистых минералов (филлосиликаты), за то были найдены сульфаты и оксиды железа.
Купол Фарсида имеет сложную вулкано-тектоническою историю своего происхождения. Структура, по крайней мере, пережила 4 случая структурного изменения. Наиболее яркий пример такого изменения – центрально-кальдерный комплекс, который состоит из наружной, старой кальдеры и внутренней, молодой. Кальдеры граничат с хорошо сохранившейся системой концентрических и периферийно-кольцевых разломов. Третья, едва заметная кальдера, находится на южной стороне вулкана. Большая часть этой кальдеры похоронена под выбросами от молодого ударного кратера. Кальдера ограждена круговой областью, диаметр которой составляет примерно 45 км.
Большая система, дугообразных разломов радиально лежит в центре вулкана. Разломы имеют большие смещения и пересекают вулкан, по крайней мере, в четырех частях. Северная и южная часть вулкана имеет гладкую, выпуклую форму. Западная и восточная часть вулкана состоит из огромных провалов. Некоторые исследователи сравнили структурные изменения на сторонах купола Фарсида с «коллапсом», наблюдаемом в Мауна-Лоа на острове Гавайи и в других земных вулканах. Другие исследователи, в качестве земного аналога купола Фарсида, предложили вулкан Мадерас (Никарагуа).
Система узких, параллельных грабенов охватывают большую часть вулкана. Ударные грабены присутствуют на северо-востоке вулкана, их ширина составляет от 0,5 до 2,8 км.
Наличие двух кальдер говорит о том, что существовало два отдельных магматических очага, которые лежали в основании вулкана. Таким образом, купола Фарсида может быть результатом взаимодействия двух вулканов. Вулкан сформировался около 3820 млн лет назад. Вулканическая активность длилась примерно 3,6 миллиарда лет.
На провинции Фарсида сконцентрировано большое количество потухших вулканов. Например потухший вулкан Олимп, высота которого составляет примерно 26,2 км, является самой большой горой из известных в Солнечной системе.

## Галерея

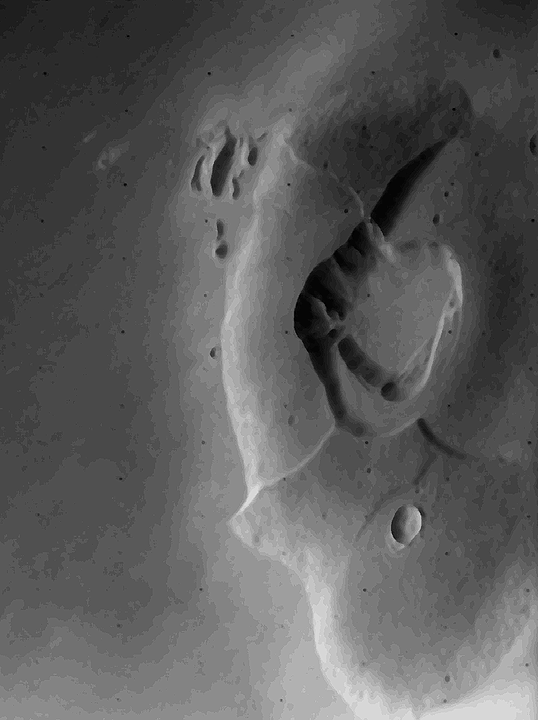
Купол Фарсида, снятый орбитальным аппаратом «Викинг-1» в 1977 году
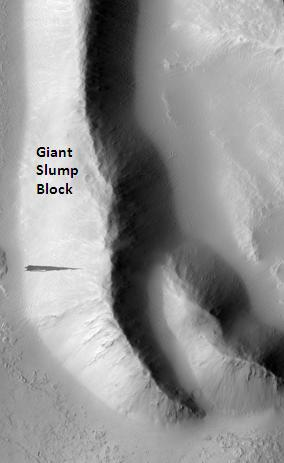
Обширный провал на северо-западном краю купола Фарсида. Снимок произведен камерой HiRISE